# البوصيرية (عمل)
أعمال البوصيرية هو تقسيم جُغرافي مصري استُحدث في عصر الدولة الفاطمية على أراضي كور بوصير القديمة إحدى كور الوجه القبلي، وكانت قاعدتها مدينة بوصير قوريدس، وظل العمل قائمًا بهذه الأعمال حتى الروك الناصري حيث أُلغيت أعمال البوصيرية، ووُزّعت قراها على أعمال الجيزية والبهنساوية.

## نواحي أعمال البوصيرية
عدّ ابن مماتي نواحي أعمال البوصيرية في كتابه قوانين الدواوين، ويمكن تصنيفها إلى:

### نواحي لا زالت موجودة إلى اليوم
| المحافظة | المركز   | القرى                                                     |
| -------- | -------- | --------------------------------------------------------- |
| بني سويف | الواسطى  | بو صير قوريدس · أبويط · الميمون · ببيج قمن · منفسطه · ونا |
| بني سويف | إهناسيا  | النويرة                                                   |
| بني سويف | بني سويف | بلفيا                                                     |
| بني سويف | ناصر     | بهبشيم · دنديل · طحا الخراب · طنسا                        |

### نواحي اندثرت
- المهل[5] ومحلها اليوم «حوض مهل» التابع لناحية بني سليمان.[11]
- جمطايه[12]